# Térfy Gyula
Komáromi Térfy Gyula, Térfi, Térffy (Komárom, 1864. január 23. – Budapest, 1929. március 7.) magyar jogtudós, jogi író, az 1910-es, 1920-as évek jelentős kodifikátora, Térfi Béla (1869–1959) erdőmérnök, miniszter, neves filatelista bátyja, Térfi Dezső (1869-1940) budapesti ítélőtáblai tanácselnök, kúriai tanácselnök unokatestvére.

## Életpályája
Térfy Gyula 1864. január 23-án született Komáromban. Családja 1863-ban magyarosította nevét Trefflerről Térfire. Térfi József (1830–1878) és Tuftner Terézia (1837–1879) fiaként Komáromban nőtt fel, édesapja helybeli iparosként, majd takarékpénztári igazgatóként, s Komárom város képviselőjeként dolgozott. Középiskolai tanulmányait Komáromban, Pozsonyban és Budapesten végezte, majd 1881-től a Budapesti Tudományegyetem Állam- és Jogtudományi Karán tanult.
Első munkahelye a közalapítványi királyi ügyigazgatóságnál volt. 1886-ban bírósági pályára lépett: előbb joggyakornokként, 1889-től aljegyzőként dolgozott a budapesti büntető törvényszéken. 1889 áprilisában a Királyi Ítélő Tábla által "bírói hivatal viselésére képesítettnek találtatott". 1891. április 30-án Budapesten, az alsóvízivárosi plébániatemplomban feleségül vette Ekk Irmát. 1891-ben a ráckevei járásbíróságon albírói, 1893-ban pedig a budapesti ítélőtáblánál tanácsjegyzői kinevezést kapott. 1896-ban törvényszéki bíróvá nevezték ki, majd 1900-ban a polgári perrendtartás előkészítéséhez berendelték az igazságügy-minisztériumba, ahol 1902-től osztálytanácsosi, 1909-től miniszteri tanácsosi beosztásban dolgozott. 1914-ben a Lipót-rend lovagkeresztjével tüntették ki, majd II. osztályos Magyar Érdemkereszt a csillaggal kitüntetésben részesült, később polgári hadi érdemkeresztet is adományoztak neki.
1916-ban Ferenc József addigi jogi munkásságáért, komáromi előnévvel, nemesi rangot adományozott neki. Ekkor változott a családnév (rá és mindenkori leszármazottaira vonatkozóan) Térfiről Térfyre.
Ahogy a nemesi oklevél szövege fogalmaz:
„…nevezett 
Dr. Térfy Gyulát
és hites nejétől született
Ekk Máriától
származó Gyula-László és Béla-Sándor nevű fiait, valamint Mária-Anna-Terézia férjezett dr. Bartók Ferenczné nevű leányát s Isten áldásából netán ezután születendő mindkét nembeli valamennyi törvényes ivadékát és maradékát, mind az előbb említett kiváló érdemekért, mind pedig királyi kegyelmünknél és kegyelmességünknél fogva, mellyel dicső emlékezetű Elődeink, a boldogult magyar Királyok példájára mind azt, ki Felségünk és Felséges Uralkodó Házunk és Magyarországunk szent koronája iránt szép, jó és nemes tettek által magának érdemeket szerezni és az erény ösvényét követni törekszik, jutalmazni és hathatós buzdításul a jutalom kitűnő és maradandó jelével és emlékével feldíszíteni szoktuk, királyi hatalmunkból és különös 
kegyelmünkből és kegyelmességünkből Magyarországunk és társországai valóságos, igaz, régi és kétségtelen 
NEMESEI
közé és sorába a Komáromi előnév használhatásának engedélyezése mellett felveendőknek tartottuk, legfelsőbb királyi akaratunk szerint kegyelmesen megengedvén, hogy ezentúl jövendő örök időkig fentnevezett 
Dr. Térfy Gyula
s mindkét nembeli valamennyi törvényes ivadéka és maradéka a 
KOMÁROMI
előnév használata mellett mindazon jogokkal élhessen és bírhasson, melyekkel említett Magyarországunk és társországainak valóságos, igaz, régi és kétségtelen nemesei eddigelé törvény vagy hajdani szokás szerint bármikép éltek és bírtak, vagy élnek és bírnak.”
1918-ban kúriai tanácselnöki kinevezést nyert el. A törvényelőkészítő osztályon Fodor Árminnal elkészítette a polgári perrendtartás (1911. évi I. törvénycikk) életbe léptetésével kapcsolatos tervezeteket, majd részt vett a háborús törvények kidolgozásában. 1921-ben nevezték ki a Magyar Királyi Igazságügy-minisztérium törvény-előkészítő osztályának a vezetőjévé. Nagy szerepe volt a bethleni konszolidáció számos jogszabályának (pl. a felsőházi törvénynek) az előkészítésében. 1926-ban kúriai elnöki címet kapott, ugyanez évben "a törvény-előkészítés, valamint az igazságügyi közszolgálat terén teljesített rendkívül értékes szolgálatai elismeréséül a királyi ítélőbírák és ügyészek részére megállapított VI. fizetési csoport jellegét" adományozták számára, ezzel "eddig viselt államtitkári rangjából belépett a miniszteri rangba". 1928-ban megkapta az I. osztályú Magyar Érdemkeresztet.
Számos döntvénygyűjtemény, jogszabálygyűjtemény és jogszabály-kommentár szerkesztője, összeállítója, gondozója volt, többek között szerkesztette a Grill-féle Uj döntvénytár köteteit (1926-tól, a sorozat 17. kötetétől), a Magyar közigazgatási törvények Grill-féle sorozatának több kiadványát (Közigazgatási bíróság. Hatásköri bíróság. Országos levéltár. Az állami közigazgatás szervezete, 1910; Vallásügy, házassági jog, 1911; Magánjogi vonatkozású közigazgatási törvények, 1912; Községi bíráskodás polgári ügyekben és büntető ügyekben, 1918; stb.), valamint 1912–1929 között a Márkus Dezső-féle Magyar Törvénytár köteteit és a Hatályos Magyar Törvények című sorozatot.
Részt vett a Magyar Jogi Lexikon szerkesztésében, amelyben több száz cikke jelent meg, főként a perjog és a perrendtartás témakörében. Számos tanulmányt publikált a Jogtudományi Közlöny, a Jogállam, a Magyar Jogász Újság hasábjain.
A nevéhez kötődő, nagyszámú kiadvány közül említhető: Az ítélőtáblák felülvizsgálati
tanácsainak elvi jelentőségű határozatai 1895-1908. I-XII. kötet (Budapest, Franklin-Társulat, 1896-1909); A polgári törvénykezés és a végrehajtási eljárás. Az összes melléktörvényekkel, rendeletekkel és birósági joggyakorlattal, jegyzetekkel és utalásokkal. I. kötet. Polgári törvénykezés. II. k. Végrehajtási eljárás. Birósági
végrehajtók. Bélyeg- és illeték szabályok. Birói letétek. Birói ügyvitel. Márkus Dezsővel (Magyar törvények Grill-féle kiadása, Budapest, 1902); A polgári törvénykezési rendtartás zsebkönyve (Budapest, Grill, 1902); Polgári perrendtartás. Jogsegély. Az összes melléktörvényekkel, rendeletekkel és a bírósági joggyakorlattal, jegyzetekkel és utalásokkal (Budapest, Grill, 1905); A polgári perrendtartás zsebkönyve (Budapest, Grill, 1906); Hatásköri jogszabályok és hatásköri határozatok tára. 1-19. kötet (Budapest, Franklin-Társulat, 1909-1925); Az új polgári perrendtartás: az életbeléptetési törvény tervezete. Hatásköri bíróság. Főudvarnagyi bíróság (Budapest, Grill, 1911); Igazságügyi zsebtörvénytár (Budapest, Grill, 1914; 1929; ifj. Térfy Gyula gondozásában és kiegészítéseivel 1948-ig több kiadása jelent meg); Végrehajtási eljárás: 1881:L X t.-c., 1908:XLI. t.-c.... (4. kiad., Budapest, Grill, 1925); A polgári perrendtartás törvénye és joggyakorlata: 1911: I. t.-c., 1912: LIV t.-c. és 1925: VIII. t.-c. (Budapest, Grill, 1927); Az országgyűlés felsőháza: 1926.XXII. t.c. (Budapest, Franklin-Társulat, 1928).
E számos, általa írt, szerkesztett, gondozott jogi szakkönyv és szakcikk, döntvénytár, jogszabálygyűjtemény és kiadvány évtizedeken keresztül etalonként szolgált az egész jogásztársadalom számára. Ezek közül talán az általa alapított és a „jogászok bibliájának” is nevezett Igazságügyi Zsebtörvénytár az, ami maradandóan az ő nevéhez kötődik a mai napig is: a Mezey Barna szerkesztette Magyar jogtörténet tankönyvben is tananyag, 2018-ban Trócsányi László akkori igazságügyi miniszter pedig újból kiadatta, az MTA-ban mutatták be ünnepélyes keretek között, megemlékezve egyúttal róla is mint a kiadvány egykori alapítójáról.
Közéleti tevékenysége is széleskörű volt: miután a balatonszemesi parti villasorban 1907-ben felépíttette az ún. Marianne-villát, a Balatonszemesi Fürdőegyesület egyik
alapítója, jogásza és választmányi tagja lett. Elnökhelyettese volt az egységes ügyvédi és bírói vizsgálóbizottságnak, a Magyar Jogászegylet perjogi szakosztályának pedig elnöki tisztét töltötte be. Rendes tagja volt a Magyar Történelmi Társulatnak, az Országos Kaszinónak, a Fővárosi Közmunkák Tanácsának, 1927-től pedig a tudósokból, írókból, művészekből álló Állandó Szakértői Bizottságnak.
A Budapesten, 1929. március 7-én elhunyt jogtudóst a Magyar Királyi Kúria előcsarnokában ravatalozták fel; a gyászbeszédet Zsitvay Tibor igazságügy-miniszter tartotta, a Magyar Jogász Egylet nevében Szászy Béla igazságügyi államtitkár búcsúztatta. A Farkasréti temető akadémiai parcellájában helyezték örök nyugalomba.
1930-ban Balatonszemesen egy a tópart és a vasúti sínek között elhelyezkedő rövid, füves szakasz az ő tiszteletére kapta a „Térfy liget” nevet. 
Ahogy a Balatonszemesi Fürdőegyesület 1934-es emlékkönyve fogalmaz:
„Hálatelt szívvel emlékszünk meg a Térfy családdal kapcsolatban a család fejéről, néhai dr. komáromi Térfy Gyula kúriai tanácselnökről, ki […] nemcsak nagy és kiváló jogi tudásával, hanem meleg szívvel és lélekkel támogatta szép sikerrel mindenkor egyesületünk érdekeit és ügyeit. Emlékét nemcsak barátai és tisztelői őrizték meg kegyelettel szívükben, hanem Egyesületünk róla nevezte el a Mátyás király úton létesített kis virágos ligetet: „Térfy Gyula ligetnek” soha el nem múló hálája jeléül.”
A sok évig Csemege közként ismert utca 2024-ben kapta vissza Térfy Gyula nevét, amelynek az Ady Endre utca felé eső sarkánál kis emléktábla idézi fel a Balatonszemest és a fürdőegyesületet "minden egyéb, különösen jogi természetű ügyben is, mint pl. ingatlan ajándékozás, villany szindikátus, balatoni műút" stb. támogató jogtudós emlékét. 1933-tól viseli Dél-Komáromban utca a nevét (Térffy Gyula utca néven), és 1939-ben, halála után 10 évvel Budapesten is utcát neveztek el róla: Térfy Gyula a mai Galeotti (akkori Jolán utca) sarkán építtetett magának villát a fővárosi Naphegyen, és ez az utca viselte a nevét egészen 1953-ig. Ma is áll a ház, a II. világháborúban ugyan jelentősen megrongálódott, de később újjáépítették, most a Tigris utca 57-es számot viseli.
2014-ben, születésének 150. évfordulójára számos emlékező cikk látott napvilágot többek között a Magyar Jogi Szemlében, a Komáromi Újságban, illetve az I. kerület lapjában, a Várnegyedben. 
Az Igazságügyi Minisztérium jelenlegi épületében az egyik tárgyalót Térfy Gyula portréja díszíti, amelyet Szokol Villibáld festménye alapján kasíroztak a terem falára.
Komáromban pedig 2023-ban nyílt időszaki kiállítás „Komárom újjáépítése Trianon után” címmel, ami Dél-Komáromot és a helyi géniuszokat mutatja be: a kiállításon Térfy Gyula is szerepel, mint Komárom híres szülötte – festmények, számos személyes tárgy, könyvek, dokumentumok idézik meg személyét és jelentőségét. 
Jogtudósi munkássága - Szászy Béla szavaival - „elsősorban gyakorlati irányú volt, s gyakorlati célokat szolgált”, ebbéli tevékenységével a kortársak körében jelentős elismerést szerzett. Kortársai tehát elsősorban gyakorlati tudását, a jog gyakorlati alkalmazásában mutatott kimagasló tehetségét értékelték, aki a legbonyolultabb kérdésekben is világosan meglátta a lényeget, kitűnő jogi érzékkel megtalálta a legegyszerűbb, a legtermészetesebb megoldásokat. Térfy Gyulát nagyszerű nyelvtudás, kiváló szövegező készség, egyszerű, világos fogalmazás jellemezte, aki - Vladár Gábor visszaemlékezése szerint, aki először Térfy Gyula beosztottja, halála után pedig utódja volt az Igazságügyi Minisztériumban, később pedig igazságügyi miniszter - „Soha egy percet sem vesztegetett el hiábavaló üres beszélgetésre”, és aki a szigorú és sokszor merev jogászok világában maga volt a „közvetlenség” és a „természetes egyszerűség”.
Családtagjai is fontos közéleti-szakmai funkciókat töltöttek be. Öccse Térfi (olykor helytelenül Térfy írásmóddal) Béla (1869 Komárom-1959 Buenos Aires) erdőmérnök, állami erdészeti tisztviselő, 1919-1920-ban gabonagyűjtési kormánybiztos, 1921. december 3. és 1922. október 17. között az Országos Közélelmezési Tanács és a közélelmezésügyek irányításával megbízott tárca nélküli miniszter a Bethlen-kormányban, 1939-1944-ben a Futura Magyar Szövetkezeti Központok Áruforgalmi Rt. elnöke volt. Térfy Gyula unokatestvére, Térfi Dezső a budapesti ítélőtábla tanácselnöke, 1933-ban kúriai tanácselnök lett.

## Családja
Felesége Eck Irma (1864–1953) volt.
Gyermekei:
- Térfy Marianne (1892 –1985)
- Térfy József (1893 – 1894)
- Térfy Gyula László (1895 –1955)
- Térfy Magdolna Ilona (1897–1899)
- Térfy Béla Sándor (1901 –1982)

## Főbb művei
- Az ítélőtáblák felülvizsgálati tanácsainak elvi határozatai (I – XIX., Bp., 1895 – 1908)
- A polgári törvénykezési rendtartás zsebkönyve (1902)
- A minisztériumnak hatásköri összeütközések tárgyában hozott határozatai. 1873 – 1093 (Sánta Elemérrel, Budapest, 1904)
- Hatásköri jogszabályok és hatásköri határozatok tára (I – XIX., Bp., 1909 – 1925)
- Az új polgári perrendtartás (1914)
- Az új adótörvények (1916)

A jogszolgáltatás és az igazságügyi igazgatás körébe tartozó hivatások és alkalmazások. In: Magyary Géza (szerk.): Polgári életpályák. Franklin Társulat, Budapest,  1917., 41 - 69. l.
- Igazságügyi zsebtörvénytár (1922)
- Az új vámtörvény és az új vámtarifa Archiválva 2007. november 16-i dátummal a Wayback Machine-ben (1924)
- A végrehajtási eljárás zsebkönyve (1925)
- Igazságügyi szaktörvénytár (Bp., 1929)
- Corpus Juris Hungarici (új)

## Emlékezete
- Dr. Mayer Géza: Térfy Gyula. In: Szabadalmi Közlöny (A Magyar Királyi Szabadalmi Bíróság hivatalos lapja), 1929. március hó 16. (XXXIV. évfolyam, 6. szám), 116. l.
- Dr. Szászy Béla: Dr. Térfy Gyula emlékezete. Dr. Szászy Béla igazságügyi államtitkár gyászbeszéde a Magyar Jogászegylet 1929. március 29-én tartott közgyűlésén. In: Magyar Jogi Szemle, 1929. április hó (X. évfolyam, 4. szám), 128–129. l.
- Ismeretlen szerző: Dr. Térfy Gyula. In: Polgári Jog, 1929. április (V. évfolyam, 4. szám), 177. l.
- Vladár Gábor: Visszaemlékezéseim. Püski, Budapest, 1997.
- Rojkó Annamária: Nevét utca viselte a Naphegyen. Emlékezés Térfy Gyulára. In: Várnegyed (A Budapest I. kerület Budavári Önkormányzat lapja), 2014. január 31. (XIX. évfolyam, 2. szám), 4. l.
- Számadó Emese: 150 éve született Térfy Gyula (1. rész). In: Komáromi Újság, 2014. március (IX. évfolyam, 12. szám), 21. l.
- Számadó Emese: 150 éve született Térfy Gyula (2. rész). In: Komáromi Újság, 2014. május (IX. évfolyam, 15. szám), 24. l.
- Élesztős László: 150 éve született Térfy Gyula. In: Jogtörténeti Szemle, 2014. 3. szám, 54–55. l.